# Güntersleben
Güntersleben è un comune tedesco di 4 431 abitanti, situato nel land della Baviera.